# Unió General de Treballadors Jueus de Lituània, Polònia i Rússia
|  | Aquest article tracta sobre el partit polític jueu. Si cerqueu l'associació de protecció del medi ambient alemanya, vegeu «BUND». |

La Unió General de Treballadors Jueus de Lituània, Polònia i Rússia; habitualment coneguda amb el terme alemany Bund (בונד, Бунд), que significa federació o unió; va ser un moviment polític jueu de tipus socialista creat el 1897 a l'Imperi Rus. El bundisme, com a moviment polític, va estar contraposat al sionisme i a les tendències centralistes dels bolxevics russos. Defensava l'autonomia cultural jueva, l'ús del ídix i tenia postures socialdemòcrates.
En finalitzar la Primera Guerra Mundial i dissoldre's l'Imperi rus, els diferents nuclis del Bund comencen a funcionar de manera autònoma, amb la creació del Bund Polonès el 1917, i el Bund Rus el 1920. A la Unió Soviètica, però, el moviment seria reprimit. No és així el cas de Polònia, on el Bund Polonès podria articular una política nacional, especialment a partir del 1928.
El seu nom en ídix és Algemeyner Yidisher Arbeter Bund in Lite, Poyln un Rusland, en hebreu אַלגמײַנער ײדישער אַרבײטערסבונד אין ליטאַ, פוילין און רוסלאַנד o en rus: Всеобщий еврейский рабочий союз в Литве, Польше и России.

## Història

### A l'Imperi rus
El Bund va ser fundat a Vílnius el 7 d'octubre de 1897. El seu objectiu era la unificació de tots els treballadors jueus de l'Imperi Rus en un sol partit socialista. L'Imperi Rus incloïa en aquest moment també Lituània, Letònia, Belarús, Ucraïna i la majoria de Polònia, països on vivia la majoria de la població jueva. El Bund va intentar aliar-se amb el moviment socialdemòcrata rus per aconseguir una Rússia democràtica i socialista en la qual poguessin els jueus obtenir reconeixement legal com una nació minoritària.
El Bund va ser un partit socialista secular que s'oposava a la vida tradicional dels jueus a Rússia. Es va unir al Partit Obrer Socialdemòcrata Rus (POSDR) en el seu primer congrés a Minsk, al març de 1898. Durant els següents cinc anys va ser reconegut com l'únic representant dels treballadors jueus en el POSDR, encara que molts socialistes jueus van entrar al POSDR directament.
En el segon congrés del POSDR, a Brussel·les i Londres a l'agost de 1903, la posició autònoma del Bund dins del POSDR va ser rebutjada per la majoria dels delegats, la qual cosa va causar que el Bund es retirés del congrés; aquesta fou la primera de moltes disputes en el moviment social demòcrata rus en els anys següents. El Bund va tornar formalment al POSDR en el quart congrés a Estocolm l'abril de 1906 encara que van seguir existint divisions internes tant ideològiques com ètniques dins del partit. El Bund regularment va fer costat als menxevics, oponents dels bolxevics.
Estava fortament oposat al sionisme, amb l'argument que l'emigració a Palestina era una forma d'escapisme. Tenia una visió internacionalista que es concentrava més en la cultura que en cap estat ni lloc, com l'essència del nacionalisme jueu. El Bund promovia l'ús de l'ídix com l'idioma nacional jueu i es va oposar al projecte sionista de fer reviure la llengua hebrea. Tot i això, molts membres eren alhora sionistes, i alguns d'ells van emigrar a Palestina, i van formar allà partits socialistes que van continuar després de la fundació de l'estat d'Israel.
Tenia seguidors també en els cercles d'intel·lectuals. Actuava tant com un partit polític i com un sindicat. Es va unir als sionistes socialistes i altres per formar organitzacions d'autodefensa per protegir la població jueva dels atacs antisemites (pogroms). Durant la Revolució russa de 1905 va organitzar el moviment revolucionari dins dels poblats jueus, especialment a Belarús.
Després de la Revolució de 1917 el Bund, igual que els altres partits socialistes no-bolxevics deixà de funcionar com a partit, i alguns dels seus membres s'uniren als bolxevics mitjançant el «Kombund» o Bund comunista. Molts bundistes van ser assassinats durant el règim de Stalin.

### A Polònia, Belarús i Lituània
El 1918, el Bund va ser un dels partits polítics que van formar el govern i parlament de Belarús que havia obtingut la independència aquest any. En formar-se la República Socialista Soviètica de Belarús, ja no hi va haver oportunitat per a l'existència de cap partit no comunista.
Polònia i Lituània van aconseguir la seva independència el 1918, i el Bund va continuar funcionant en aquests països, especialment a les àrees de gran població jueva a l'est de Polònia. També va esdevenir una força important per a la comunitat jueva a Nova York. A Polònia, els bundistes militaven perque els jueus recolzessin el socialisme i no emigressin a Palestina. Quan el líder sionista revisionista Zeev Jabotinsky va fer una gira per Polònia advocant per l'«evacuació» dels jueus europeus, els bundistes el van acusar de donar suport a l'antisemitisme. Un altre partit nosionista jiddischista a Lituània i Polònia va ser el Folkspartei.
Durant la Segona Guerra Mundial, el Bund va funcionar com a òrgan clandestí a Polònia. El 1942 Marek Edelman, un bundista, va ser cofundador de l'Organització Jueva de Combat que va dirigir l'Aixecament del Gueto de Varsòvia i també va participar en el moviment de resistència polonès. El genocidi perpetuat contra els jueus polonesos durant l'Holocaust va comportar la mort de gran part dels seguidors del Bund i també va causar el desig dins dels supervivents d'emigrar cap a Amèrica del Nord o a Israel.
Amb tot i això, va participar en les eleccions poloneses de 1947 en una coalició amb el Partit Socialista Polonès, on va obtenir el seu únic parlamentari en la història polonesa. Sota pressió de les autoritats comunistes, els líders bundistes van posar fi al partit el 1949 tot i l'oposició de molts activistes. Un d'ells va ser Marek Edelman, que el 1976 es tornaria activista del Comitè de Defensa als Treballadors, i després del moviment Solidarność. Va ser membre del parlament polonès del 1989 al 1993.

### A la resta del món
Roman una força política minoritària en les comunitats jueves dels Estats Units, en la dècada dels trenta va tenir molt de pes en la formació dels primers sindicats. A partir dels anys cinquanta va dur a terme un campament d'estiu a l'estat de Nova York. També queda una presència bundista a les comunitats jueves del Canadà, Austràlia i diversos països llatinoamericans, incloent-hi Mèxic i Argentina. Al Regne Unit, el Jewish Socialist Group és una organització formada en línia amb els valors del Bund. El 1997 es va commemorar el centenari del Bund a Nova York, Londres, Varsòvia i Brussel·les.